# بدیع نیشابوری

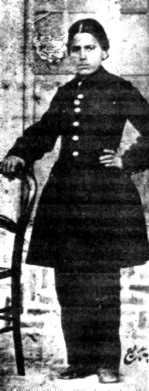
بدیع در سن پانزده سالگی

میرزا آقا بزرگ نیشابوری مشهور به بدیع (۱۸۵۲ – ۱۸۶۹) همچنین ملقب به فخر الشّهداء از سوی بهاالله، از پیروان مشهور باب و سپس از نخستین پیروان بهاءالله شد.
بدیع پیام بهاءالله را به ناصرالدین‌شاه قاجار رساند و در ۱۷ سالگی به فرمان شاه، شکنجه و اعدام شد. وی فرزند عبدالمجید نیشابوری بود.